# Nati nel 1929/Maggio
| Questa pagina contiene informazioni ricavate automaticamente dalle voci biografiche con l'ausilio del template Bio e di un bot. L'aggiornamento è periodico e automatico e ricostruisce completamente la pagina. Se manca una persona in questa lista, sei pregato di non aggiungerla, ma accertati piuttosto che la sua voce biografica contenga il template Bio e che i dati anagrafici siano correttamente compilati. Se il template Bio manca, inseriscilo tu stesso o, in alternativa, metti l'avviso {{tmp\|Bio}} che ne segnala la mancanza. Se i dati riportati sono sbagliati, correggi direttamente la voce biografica; le modifiche saranno visibili in questa lista entro pochi giorni. Per chiarimenti vedi il progetto biografie. La lista contiene solo le 167 persone che sono citate nell'enciclopedia e per le quali è stato implementato correttamente il template Bio. Pagina aggiornata al 18 ago 2025. |

- 1º maggio - Ralf Dahrendorf, sociologo, politologo e politico tedesco († 2009)
- 1º maggio - Miguel Etchecolatz, poliziotto e criminale argentino († 2022)
- 1º maggio - Valentin Huot, ciclista su strada francese († 2017)
- 1º maggio - Michail Krivonosov, martellista sovietico († 1994)
- 1º maggio - Azzeddine Laraki, politico marocchino († 2010)
- 1º maggio - Rik Van Nutter, attore e imprenditore statunitense († 2005)
- 1º maggio - Pietro Scibilia, imprenditore e dirigente sportivo italiano († 2013)
- 1º maggio - Robert Varnajo, ciclista su strada e pistard francese († 2024)
- 2 maggio - Édouard Balladur, politico francese
- 2 maggio - James Dillion, discobolo e pesista statunitense († 2010)
- 2 maggio - Eddie Garcia, attore e regista filippino († 2019)
- 2 maggio - Paul Leaf, regista, attore e sceneggiatore statunitense
- 2 maggio - Silvano Mari, calciatore italiano († 1974)
- 2 maggio - Luigi Norbiato, calciatore italiano († 1983)
- 2 maggio - Eugenio Peggio, politico, giornalista e economista italiano († 1990)
- 2 maggio - Jigme Dorji Wangchuck, re bhutanese († 1972)
- 2 maggio - Link Wray, chitarrista e cantante statunitense († 2005)
- 3 maggio - Ferdinando Amman, fisico italiano († 2022)
- 3 maggio - Per-Ingvar Brånemark, medico svedese († 2014)
- 3 maggio - Per-Erik Larsson, fondista svedese († 2008)
- 4 maggio - Pio Angeletti, produttore cinematografico italiano († 2020)
- 4 maggio - Antonio Cao, pediatra italiano († 2012)
- 4 maggio - Sergio Carrà, chimico e fisico italiano
- 4 maggio - Manuel Contreras, generale, agente segreto e criminale cileno († 2015)
- 4 maggio - Ronald Golias, comico e attore brasiliano († 2005)
- 4 maggio - Audrey Hepburn, attrice britannica († 1993)
- 4 maggio - Pang Xueqin, attore cinese († 2015)
- 4 maggio - Allan Pietarinen, cestista finlandese († 2014)
- 4 maggio - Johann Otto von Spreckelsen, architetto danese († 1987)
- 5 maggio - Kenneth Cook, giornalista australiano († 1987)
- 5 maggio - János Greminger, cestista ungherese († 2009)
- 5 maggio - Jorge Maldonado, calciatore argentino († 2012)
- 5 maggio - Moe Radovich, cestista e allenatore di pallacanestro statunitense († 2004)
- 5 maggio - John S. Ragin, attore statunitense († 2013)
- 5 maggio - Ilene Woods, doppiatrice e cantante statunitense († 2010)
- 6 maggio - Giulio De Stefano, velista italiano († 2023)
- 6 maggio - Luigi Gorlani, calciatore italiano († 1998)
- 6 maggio - Paul Lauterbur, chimico statunitense († 2007)
- 7 maggio - Giovanni Battista Carlassara, politico italiano († 2015)
- 7 maggio - Pietro Raschitelli, fumettista italiano († 2018)
- 7 maggio - Tawfiq Ziyad, poeta e politico palestinese († 1994)
- 8 maggio - Mario De Carolis, cestista italiano
- 8 maggio - Girija Devi, cantante indiana († 2017)
- 8 maggio - Jane Roberts, scrittrice e poetessa statunitense († 1984)
- 8 maggio - Roberto Tesouro, calciatore argentino († 2010)
- 8 maggio - Miyoshi Umeki, cantante e attrice giapponese († 2007)
- 9 maggio - Bob Tonelli, attore italiano († 1987)
- 10 maggio - Pietro Bersia, calciatore italiano († 2002)
- 10 maggio - Audun Boysen, mezzofondista norvegese († 2000)
- 10 maggio - George Coe, attore e regista statunitense († 2015)
- 10 maggio - Jole De Maria, cantante lirica italiana († 2007)
- 10 maggio - Mel Lewis, batterista statunitense († 1990)
- 10 maggio - Antonine Maillet, scrittrice canadese († 2025)
- 11 maggio - Salomón Awad, ex cestista cileno
- 11 maggio - Guy Boissière, nuotatore francese († 2005)
- 11 maggio - Margaret Kerry, attrice e doppiatrice statunitense
- 11 maggio - Eva Schloss, superstite dell'Olocausto e scrittrice austriaca
- 11 maggio - Arturo Yamasaki, arbitro di calcio peruviano († 2013)
- 12 maggio - Ágnes Heller, filosofa e saggista ungherese († 2019)
- 12 maggio - Otakar Hořínek, tiratore a segno cecoslovacco († 2015)
- 12 maggio - Bernard Marcus, imprenditore statunitense († 2024)
- 12 maggio - Sam Nujoma, politico namibiano († 2025)
- 13 maggio - Nicola Badalucco, sceneggiatore e giornalista italiano († 2015)
- 13 maggio - Michel Chodkiewicz, filosofo francese († 2020)
- 13 maggio - Francesco Duzioni, calciatore e allenatore di calcio italiano († 2022)
- 13 maggio - Giovanni Goria, gastronomo italiano († 2018)
- 13 maggio - Rigoberto López Pérez, poeta e compositore nicaraguense († 1956)
- 13 maggio - Fred Martin, calciatore scozzese († 2013)
- 13 maggio - Renato Targioni, ex calciatore italiano
- 13 maggio - Creed Taylor, produttore discografico statunitense († 2022)
- 13 maggio - Newton Thornburg, scrittore statunitense († 2011)
- 14 maggio - Gump Worsley, hockeista su ghiaccio canadese († 2007)
- 15 maggio - Rubén Isidro Alonso, presbitero uruguaiano († 1992)
- 15 maggio - Valerio Ampollini, ex calciatore italiano
- 15 maggio - Enzo Bartocci, politico e sociologo italiano († 2023)
- 15 maggio - Andrew Bertie, storico e religioso britannico († 2008)
- 15 maggio - János Halász, cestista ungherese († 2017)
- 15 maggio - David Healy, attore statunitense († 1995)
- 15 maggio - Otar Patsatsia, politico, ingegnere e dirigente d'azienda georgiano († 2021)
- 16 maggio - Betty Carter, cantante statunitense († 1998)
- 16 maggio - John Conyers, politico e avvocato statunitense († 2019)
- 16 maggio - Lev Kaljaev, velocista sovietico († 1983)
- 16 maggio - Roy Martin, calciatore scozzese († 2024)
- 16 maggio - Adrienne Rich, poeta e saggista statunitense († 2012)
- 16 maggio - Alberto Terry, calciatore peruviano († 2006)
- 16 maggio - József Tóth, calciatore ungherese († 2017)
- 16 maggio - Masako Watanabe, fumettista giapponese
- 17 maggio - Jean-Denis Bredin, avvocato e scrittore francese († 2021)
- 17 maggio - John Davies, nuotatore australiano († 2020)
- 17 maggio - Francisco Hidalgo, fumettista e fotografo spagnolo († 2009)
- 17 maggio - John Herbert, attore, regista e produttore cinematografico brasiliano († 2011)
- 17 maggio - Jill Johnston, attivista e giornalista statunitense († 2010)
- 17 maggio - Don Laz, astista statunitense († 1996)
- 17 maggio - George Weinberg, psicologo statunitense († 2017)
- 17 maggio - Branko Zebec, calciatore e allenatore di calcio jugoslavo († 1988)
- 18 maggio - Johan Nicolaas Block, pioniere dell'aviazione e imprenditore olandese († 1994)
- 18 maggio - Hans Ueli Hohl, politico e dirigente d'azienda svizzero († 2020)
- 18 maggio - Herbert Schoen, calciatore tedesco orientale († 2014)
- 18 maggio - Halyna Sevruk, artista e attivista ucraina († 2022)
- 18 maggio - Rudolf Styskalik, pallanuotista austriaco († 2005)
- 18 maggio - Arcadio Venturi, ex calciatore e allenatore di calcio italiano
- 19 maggio - Johnny Alf, pianista, compositore e cantante brasiliano († 2010)
- 19 maggio - James Bacque, scrittore e editore canadese († 2019)
- 19 maggio - Sylvia Cheeseman, ex velocista britannica
- 19 maggio - Shay Gibbons, calciatore irlandese († 2006)
- 19 maggio - Renato Valenti, calciatore italiano († 2019)
- 19 maggio - Luigi Vignato, scrittore, fotografo e esploratore italiano († 2021)
- 19 maggio - Johnny Wright, pugile britannico († 2001)
- 20 maggio - Francesco Berardi, brigatista italiano († 1979)
- 20 maggio - Sidney van den Bergh, astronomo canadese
- 20 maggio - Marcelino dos Santos, politico e rivoluzionario mozambicano († 2020)
- 20 maggio - Mario Gargano, politico italiano († 2018)
- 20 maggio - Larry Hennessy, cestista e allenatore di pallacanestro statunitense († 2008)
- 20 maggio - Charles Tilly, sociologo, politologo e storico statunitense († 2008)
- 22 maggio - Jean-Pierre Andréani, ballerino francese († 2020)
- 22 maggio - Carlo Belloni, calciatore italiano († 2008)
- 22 maggio - Neave Brown, architetto e artista britannico († 2018)
- 22 maggio - Giulio Cattin, presbitero e musicologo italiano († 2014)
- 22 maggio - André Haefliger, matematico svizzero († 2023)
- 22 maggio - Sergio Mantovani, pilota automobilistico italiano († 2001)
- 22 maggio - Giovanni Nonnis, pittore italiano († 1975)
- 22 maggio - Joe Smyth, cestista statunitense († 1999)
- 23 maggio - Marvin J. Chomsky, regista statunitense († 2022)
- 23 maggio - Ulla Jacobsson, attrice svedese († 1982)
- 23 maggio - Paolo Poli, attore, regista teatrale e cantante italiano († 2016)
- 24 maggio - Rykle Borger, assiriologo olandese († 2010)
- 24 maggio - Luciano De Vita, pittore, incisore e scenografo italiano († 1992)
- 24 maggio - Helmut Fath, pilota motociclistico tedesco († 1993)
- 24 maggio - Guido Monina, politico italiano († 1998)
- 24 maggio - Sergio Zaninelli, storico e economista italiano
- 25 maggio - Pietro Galletto, scrittore italiano
- 25 maggio - Heikki Häiväoja, scultore e medaglista finlandese († 2019)
- 25 maggio - Alfonso Liguori Morapeli, arcivescovo cattolico lesothiano († 1989)
- 25 maggio - Ann Robinson, attrice statunitense
- 25 maggio - Beverly Sills, soprano statunitense († 2007)
- 26 maggio - Enrico Castelnuovo, storico dell'arte italiano († 2014)
- 26 maggio - François Leterrier, regista e attore francese († 2020)
- 26 maggio - Mario Marini, ex calciatore e allenatore di calcio italiano
- 26 maggio - Piero Provezza, allenatore di calcio e calciatore italiano († 2015)
- 26 maggio - Catherine Sauvage, cantante e attrice francese († 1998)
- 26 maggio - Nereo Vianello, bibliografo e critico letterario italiano († 1977)
- 27 maggio - Curzia Ferrari, poetessa, giornalista e scrittrice italiana
- 27 maggio - Bjarne Hansen, calciatore norvegese († 2023)
- 27 maggio - William Kelley, sceneggiatore statunitense († 2003)
- 27 maggio - Péter Szondi, critico letterario e filologo ungherese († 1971)
- 27 maggio - Lode Wouters, ciclista su strada belga († 2014)
- 28 maggio - Giorgio Brumat, divulgatore scientifico italiano († 2001)
- 28 maggio - Sonny Burgess, cantante e chitarrista statunitense († 2017)
- 28 maggio - Ivo Cocconi, calciatore italiano († 2020)
- 28 maggio - Horst Frank, attore tedesco († 1999)
- 28 maggio - Jean-René Le Moing, fumettista e illustratore francese († 2012)
- 28 maggio - Doug McKay, hockeista su ghiaccio e allenatore di hockey su ghiaccio canadese († 2020)
- 28 maggio - Hans Riesel, matematico svedese († 2014)
- 28 maggio - Shane Rimmer, attore canadese († 2019)
- 29 maggio - Rosanna Bianchi Piccoli, ceramista italiana († 2025)
- 29 maggio - Olimpia Di Maio, attrice, comica e commediografa italiana († 2006)
- 29 maggio - Harry Frankfurt, filosofo statunitense († 2023)
- 29 maggio - Peter Higgs, fisico britannico († 2024)
- 29 maggio - Väinö Markkanen, tiratore a segno finlandese († 2022)
- 29 maggio - Agostinho José Sartori, vescovo cattolico brasiliano († 2012)
- 30 maggio - Doina Cornea, attivista romena († 2018)
- 30 maggio - Fernando Inciarte, filosofo e scrittore spagnolo († 2000)
- 30 maggio - Isaac Mansoor, pallanuotista e nuotatore indiano († 2006)
- 31 maggio - Joseph Bernardo, nuotatore francese († 2023)
- 31 maggio - Yvan Delsarte, cestista belga († 2019)
- 31 maggio - Menahem Golan, regista e produttore cinematografico israeliano († 2014)
- 31 maggio - Vittorio Strada, slavista e critico letterario italiano († 2018)